# Sighere de Essex
Sighere fue rey conjunto de Essex junto a su primo Sæbbi de 663/4 a aproximadamente 688. Era hijo de Sigeberht Sæwarding, probablemente Sigeberto II de Essex, pero puede que fuera Sigeberto el Pequeño. Fue sobrevivido por Sæbbi, que se convertiría en gobernante único de Essex a su muerte. Sighere y Sæbbi era primos de su predecesor Swithelm.  Mientras que Sighere regresó al paganismo, Sæbbi permaneció cristiano y pronto comenzó la rivalidad entre ambos.  Sighere encontró un aliado en Wessex, y Sæbbi en Mercia.  A raíz de su rivalidad, Wulfhere de Mercia se estableció como señor de Essex e indujo a Sighere para que se casara con su sobrina Osgyth, hija de Frithuwold, sub-rey de Mercia en Surrey. Jaruman, el obispo de Mercia, fue enviado para reconvertir al pueblo de Essex al cristianismo.  En 673, Sighere se separó de Osgyth, quien entonces buscó la protección del obispo Beaduwine de North Elmham.  Sighere murió aproximadamente en 683, y Sæbbi gobernó en solitario Essex.